# Bora-Bora (musikalbum)
Bora-Bora är det fjärde studioalbumet av Os Paralamas do Sucesso, släppt 1988.

## Spår
1. "O Beco" (Bi Ribeiro, Herbert Vianna)
2. "Bunda lê lê" (Bi Ribeiro, João Barone, Herbert Vianna)
3. "Bora-Bora" (Herbert Vianna)
4. "Sanfona" (Bi Ribeiro, Herbert Vianna)
5. "Um a um" (Edgar Ferreira)
6. "Fingido" (Herbert Vianna)
7. "Don't give me that" (Bi Ribeiro, Peter Clarke, Herbert Vianna)
8. "Uns dias" (Herbert Vianna)
9. "Quase um segundo" (Herbert Vianna)
10. "Dois elefantes" (Herbert Vianna)
11. "Três" (Herbert Vianna)
12. "Impressão" (Bi Ribeiro, João Barone, Herbert Vianna)
13. "O fundo do coração" (Herbert Vianna)
14. "The can" (Bi Ribeiro, Peter Clarke, Herbert Vianna) †

- † - Ingår inte i den ursprungliga LP-versionen.